# Lisi Leututu
Lisi Leututu, né le 21 août 1970 aux Samoa américaines, est un footballeur américain ayant évolué au poste de défenseur.

## Biographie
Ce joueur fait partie de la célèbre équipe des Samoa américaines ayant perdu le 11 avril 2001 sur le score record de 31-0 face à l'Australie (match de football Australie - Samoa américaines) en qualification de la coupe du monde de football 2002. Il sortit sur blessure lors de ce match, remplacé par Richard Mariko à la 50e minute de jeu.
Il évolua pendant toute sa carrière au Leone Lions.